# Чатковиці (Нижньосілезьке воєводство)
Чатковиці (пол. Czatkowice) — село в Польщі, у гміні Мілич Мілицького повіту Нижньосілезького воєводства.
Населення — 460 осіб (2011).
У 1975-1998 роках село належало до Вроцлавського воєводства.

## Демографія
Демографічна структура станом на 31 березня 2011 року:
|          | Загалом | Допрацездатний вік | Працездатний вік | Постпрацездатний вік |
| -------- | ------- | ------------------ | ---------------- | -------------------- |
| Чоловіки | 225     | 45                 | 159              | 21                   |
| Жінки    | 235     | 55                 | 136              | 44                   |
| Разом    | 460     | 100                | 295              | 65                   |